# Емец, Владимир Николаевич
Владимир Николаевич Емец — советский хозяйственный, государственный и политический деятель, Герой Социалистического Труда.

## Биография
Родился в 1928 году в селе Крутой Берег в черте города Полтава. Член КПСС.
С 1946 года — на хозяйственной, общественной и политической работе. В 1946—1981 гг. — тракторист в колхозе, участник строительства Каховской гидроэлектростанции, бульдозерист и скреперист на строительстве Ингулецкой оросительной системы, Жовтневого водохранилища в Николаевской области, строительстве водохранилища в Крыму, бригадир скреперистов специализированного строительно-монтажного управления № 20 треста «Херсонводстрой» Министерства мелиорации и водного хозяйства Украинской ССР.
Указом Президиума Верховного Совета СССР от 8 апреля 1971 года присвоено звание Героя Социалистического Труда с вручением ордена Ленина и золотой медали «Серп и Молот».
За создание Северо-Крымского канала с оросительными системами и организацию высокоэффективного с/х производства в его зоне был в составе коллектива удостоен Государственной премии СССР в области науки и техники 1978 года.
Делегат XXIV съезда КПСС.
Умер в Скадовске в 1981 году.